# Sanatkumara
Sanatkumara (Sanskrit सनत्कुमार, sanatkumāra m.) war ein bekannter vedischer Rishi und spiritueller Lehrer. Er wird auch unter anderen Namen wie Kumara und Sanatsujata erwähnt.

## Bedeutung des Namens
sanat-kumāra bedeutet wörtl. „ewiger Jüngling“ oder „Sohn Brahmas“. Er ist einer der vier oder sieben Söhne Brahmas und gilt als einer der ältesten Ahnherren der Menschheit und Autor einiger Sanskrit-Schriften. Der Name Sanatkumara wird manchmal auch großen Heiligen verliehen, die eine jugendliche Reinheit bewahren. sanat-sujāta bedeutet „ewig schön“ oder „ewig wohlgeboren“.

## Die Sanskrit-Quellen
Im Mahabharata wird Sanatkumara als einer von sieben Brüdern genannt, welche als Brahmas „geistgeborenen“ Söhne bezeichnet werden. Im Harivamsha werden ebenfalls sieben Namen genannt und im Bhagavata Purana vier: Sanaka, Sanandana, Sanātana, Sanatkumāra. Diese letzteren finden sich auch in den beiden erstgenannten Texten, während es bei den übrigen Namen nur teilweise Übereinstimmungen gibt. Im letzten Vers der Chandogya-Upanishad wird Sanatkumara mit Skanda gleichgesetzt.

## Das Sanatsujatiya
Das Santsujātīya ist ein Abschnitt im 5. Buch des Mahabharata, dem Udyoga Parva, Kap. 40–45. In einem kritischen Augenblick ruft Vidura, der Berater von König Dhritarashtra, Sanatsujata auf einer inneren Ebene an und bittet ihn zu kommen, um den König in der Lehre vom wahren Selbst und der Unsterblichkeit zu unterweisen. In einem langen Vortrag kommt der Rishi dieser Bitte nach und handelt dabei verschiedene spirituelle und philosophische Themen ab. Kernpunkte seiner Lehre sind die rechte und beständige Konzentration auf die spirituelle Praxis sowie die Notwendigkeit eines lebendigen Kontakts zur inneren Wahrheit, die wichtiger sei als das Befolgen äußerer Rituale oder die Kenntnis der vedischen Schriften, die für sich genommen nicht hinreiche.